# Rhyacia centrifasciata
Rhyacia centrifasciata är en fjärilsart som beskrevs av Barend J. Lempke 1962. Rhyacia centrifasciata ingår i släktet Rhyacia och familjen nattflyn. Inga underarter finns listade.